# Кирза (река)
Кирза — река в Ордынском районе Новосибирской области России. Устье реки находится в 3104 км от устья по левому берегу Оби (Новосибирское водохранилище). Длина реки составляет 15 км.

## Данные водного реестра
По данным государственного водного реестра России относится к Верхнеобскому бассейновому округу, водохозяйственный участок реки — Обь от города Барнаул до Новосибирского гидроузла, без реки Чумыш, речной подбассейн реки — бассейны притоков (Верхней) Оби до впадения Томи. Речной бассейн реки — (Верхняя) Обь до впадения Иртыша.